# 캐시 벤트라
캐시 벤트라(Cassie Ventura, 1986년 8월 26일 ~ )는 미국의 가수, 배우이다.